# 银联电子支付
银联电子支付服务有限公司（英語：ChinaPay）是中国大陆的一家电子支付公司，总部设在上海。可以看作是银联商务的子公司。

## 历史
公司的前身是成立于2000年6月的腾欣科技有限公司，2002年6月银联电子支付服务有限公司正式揭牌成立。主要提供互联网支付、移动支付、跨行转账、国际汇兑等业务。